# Robsonella fontaniana
Robsonella fontaniana är en bläckfiskart som först beskrevs av D'Orbigny 1834 in 1834-1847.  Robsonella fontaniana ingår i släktet Robsonella och familjen Octopodidae. Inga underarter finns listade i Catalogue of Life.